# Tvetvattnet
Tvetvattnet är en sjö i Strömstads kommun i Bohuslän och ingår i Strömsån-Enningdalsälvens kustområde. Sjön är 22 meter djup, har en yta på 0,295 kvadratkilometer och befinner sig 34,2 meter över havet. Vid provfiske har abborre, gädda och mört fångats i sjön.

## Delavrinningsområde
Tvetvattnet ingår i det delavrinningsområde (655522-123878) som SMHI kallar för Mynnar i havet. Medelhöjden är 73 meter över havet och ytan är 22,02 kvadratkilometer. Det finns inga avrinningsområden uppströms utan avrinningsområdet är högsta punkten. Avrinningsområdets utflöde mynnar i havet. Avrinningsområdet består mestadels av skog (77 %) och öppen mark (10 %). Avrinningsområdet har 0,39 kvadratkilometer vattenytor vilket ger det en sjöprocent på 1,7 %.